# Paulo Portas
Paulo Sacadura Cabral Portas, född den 12 september 1962 i Lissabon, är en portugisisk politiker, och utrikesminister sedan juni 2011. 
Paulo Portas är ledare för CDS-PP - ett socialkonservativt parti.

Paulo Portas är utbildad jurist från Katolska universitetet i Lissabon och har varit ledamot av Assembleia da República för CDS-PP.